# Teoremă reciprocă
Teorema reciprocă (latină „reciprocus” cu sensul de „care inversează”) a unei teoreme date este teorema la care se inversează locul termenilor implicației teoremei date inițial, ipoteza teoremei reciproce este concluzia teoremei date și a cărei concluzie este ipoteza teoremei date. În comparație cu termenul de teoremă reciprocă, teorema inițială este denumită teorema directă.
Implicația reciprocă a unei teoreme poate fi adevărată sau falsă. Dacă reciproca este adevărată, atunci are statut de teoremă reciprocă, iar teorema inițială și reciproca ei pot fi formulate printr-un singur enunț conținând cuvintele dacă și numai dacă.